# Potentilla patula
Potentilla patula là loài thực vật có hoa trong họ Hoa hồng. Loài này được Waldst. & Kit. miêu tả khoa học đầu tiên.